# HMS Hambledon (L37)
«Гамблдон» (L37) (англ. HMS Hambledon (L37) — військовий корабель, ескортний міноносець типу «Хант» «I» підтипу Королівського військово-морського флоту Великої Британії часів Другої світової війни.
«Гамблдон» закладений 8 червня 1939 року на верфі компанії Swan Hunter у Волсенді. 12 грудня 1939 року він був спущений на воду, а 8 червня 1940 року увійшов до складу Королівських ВМС Великої Британії.
Ескортний міноносець «Гамблдон» брав участь у бойових діях на морі в Другій світовій війні, змагався біля західних берегів Європи, на Середземному морі. Залучався до підтримки висадки морських десантів в Італії, супроводжував транспортні конвої союзників.
За проявлену мужність та стійкість у боях бойовий корабель заохочений сьома бойовими відзнаками.

## Історія служби
У червні 1940 року «Гамблдон» вирушив до Портленда для тренувань, під час яких разом із британськими есмінцями «Атерстоун», «Ферні», «Інглфілд» та «Імоджен» він супроводжував мінні загороджувачі «Менестеус», «Порт-Напір», «Порт-Квебек» і «Саутерн принс» 1-ї ескадри мінних загороджень під час постановки ними першої частини Північного загородження північніше від Північної Рони в ході операції SN1. 12 липня 1940 року посилення німецької активності в Ла-Манші спонукало Королівський флот перенести свої навчання до Скапа-Флоу на Оркнейських островах, де у липні 1940 року «Гамблдон» завершив їх і перейшов до флотилії, що базувалася в Ширнессі. Корабель входив до угруповання сил флоту, яке відповідало за патрулювання та захист конвоїв у Ла-Манші та вздовж східного узбережжя Великої Британії. 31 серпня 1940 року він з «Гартом» надали допомогу кораблям британського флоту, які підірвали міни в Північному морі біля узбережжя Нідерландів, рятуючи вцілілих із затонулого есмінця «Еск» і стоячи біля сильно пошкодженого есмінця «Експрес», який втратив носову частину внаслідок вибуху міни, поки не прибули буксири, щоб відбуксирувати його в безпечне місце.
8 жовтня 1940 року «Гемблдон» був відбуксируваний есмінцем «Веспер» у безпечне місце в Ширнессі після того, як той підірвався на морській міні в Ла-Манші біля Південного Форленда і зазнав серйозних пошкоджень.
У травні 1943 року Королівський флот відібрав «Гамблдон» для участі в операції «Хаскі», вторгненні союзників на Сицилію, запланованому на липень 1943 року. У червні 1943 року він вирушив з Гарвіча до річки Клайд, де 21 червня 1943 року приєднався до легкого крейсера «Уганда», есмінців «Віцерой», «Воллес», «Візерінгтон» і «Вулстон» та ескортних есмінців «Ерроу», «Бланкні», «Брекон», «Бріссенден», «Блінкатра», «Ледбері» і «Мендіп», які супроводжували військовий конвой WS 31/KMF 17 на ділянці переходу між Клайдом і Гібралтаром. 26 червня 1943 року конвої розділилися, і есмінці «Амазон», «Бульдог» і «Фоксхаунд», що базувалися в Гібралтарі, та ескортний міноносець «Блекмор» взяли на себе супроводження конвою WS 31, який продовжив свій шлях до Фрітауна, Сьєрра-Леоне, на шляху до Близького Сходу, в той час як «Гамблдон» з екіпажем попрямував до Гібралтару в супроводі KMF 17, 28 червня 1943 року прибувши туди.
29 березня 1944 року есмінець «Ульстер» виявив північніше Палермо за допомогою сонара ASDIC німецький підводний човен. У ранкові години 30 березня U-223 був атакований північно-східніше Палермо глибинними бомбами британських есмінців «Лафорей» і «Тьюмалт», що вимусило його спливти на поверхню й вступити в артилерійську дуель з британськими кораблями. Незабаром підійшли есмінці «Гамблдон» і «Блінкатра» і в результаті перестрілки німецький підводний човен був затоплений, втім U-223 встигнув потопити британський есмінець «Лафорей». З екіпажу U-223 23 людини загинули та 27 були врятовані британцями.